# Buenaventura Hernández Sanahuja
Buenaventura Hernández Sanahuja (Tarragona, 1810-Tarragona, 1891) fue un arqueólogo e historiador español.

## Biografía

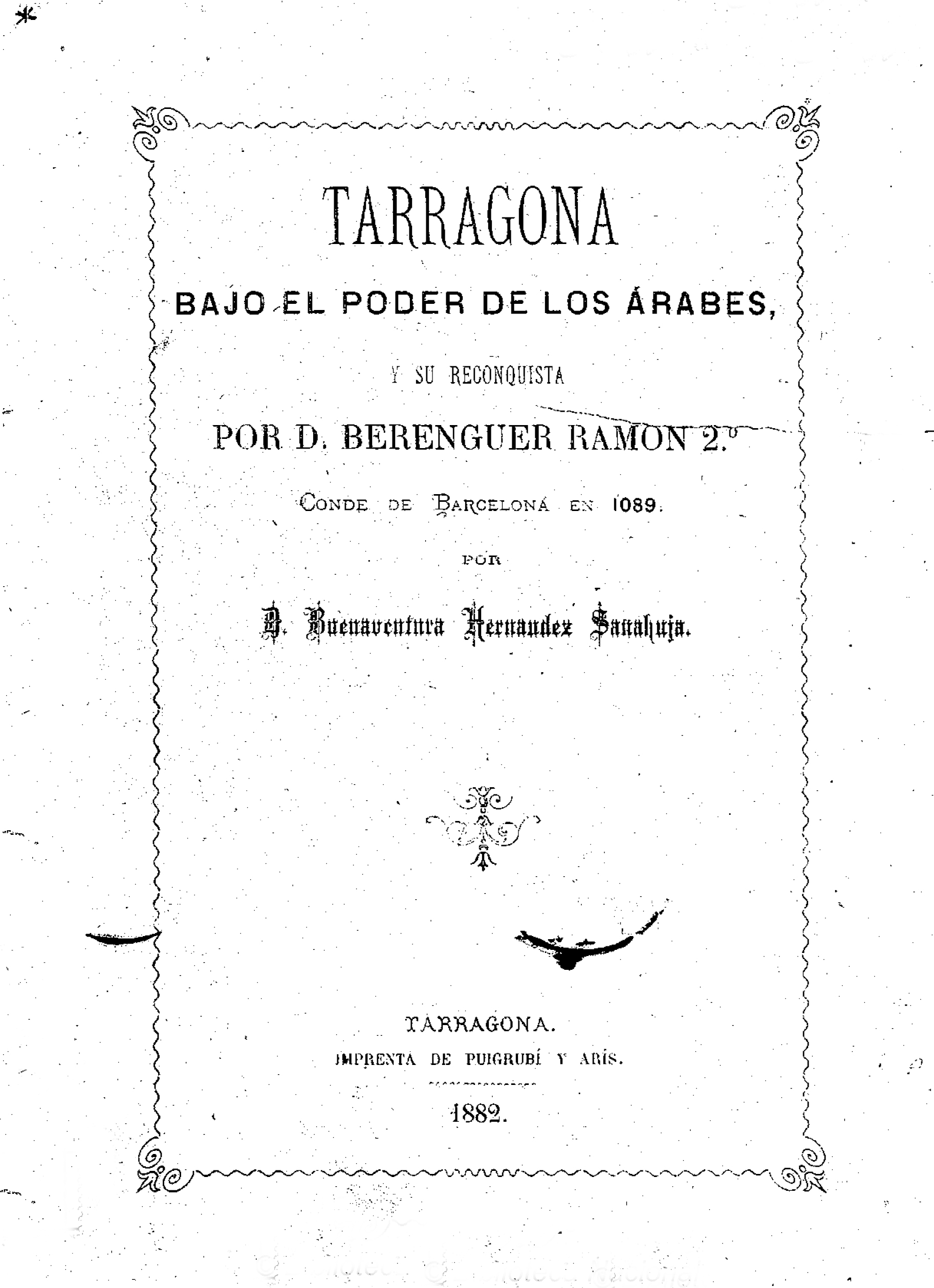
1882, Tarragona bajo el poder de los árabes y su reconquista por D. Berenguer Ramon 2.° conde de Barcelona en 1089 (1882)

Nació en Tarragona en 1810, el día 30 de mayo. Arqueólogo y oficial del Cuerpo de Archiveros, Bibliotecarios y Anticuarios, fue director del Museo Arqueológico de Tarragona. Fue también miembro correspondiente de la Real Academia de Bellas Artes de San Fernando, de la Real Academia de la Historia y de la de Anticuarios de Roma. Autor de diversas obras y colaborador de La Ilustración Católica, falleció en Tarragona en noviembre de 1891,  el día 9, y fue enterrado en el cementerio de la ciudad.